# 西野村 (広島県豊田郡)
西野村（にしのむら）は、広島県豊田郡にあった村。現在の豊田郡大崎上島町の一部にあたる。

## 地理
- 海洋：瀬戸内海
- 島嶼：大崎上島[1]

## 歴史
- 1889年（明治22年）4月1日、町村制の施行により、豊田郡大串村、原田村が合併して村制施行し、西野村が発足[1][2]。
- 1896年（明治29年）辰田造船所設立[3]。
- 1908年（明治41年）西野青年会設立[3]。
- 1912年（明治45年）西野婦人会設立[3]。
- 1925年（大正14年）大串信用販売購買利用組合設立[3]。
- 1926年（大正15年）電灯点灯[3]。
- 1955年（昭和30年）3月31日、豊田郡中野村と合併し、町制施行し豊田郡大崎町を新設して廃止された[1][2]。

## 産業
- 農業、葉煙草、果樹[4]

## 教育
- 1906年（明治39年）西野尋常小学校開校[1]。1911年（明治44年）高等科を併置し、西野尋常高等小学校と改称[3]。